# Адлер, Агнес
Агнес Адлер (дат. Agnes Charlotte Dagmar Adler, урождённая Хансен, дат. Hansen; 19 февраля 1865, Копенгаген — 11 октября 1935, Копенгаген) — датская пианистка. Дочь гобоиста Карла Эмилиуса Хансена (1834—1910).
С пятилетнего возраста выступала на сцене в дуэте со старшим братом, виолончелистом Робертом Эмилем Хансеном. Частным образом училась у Эдмунда Нойперта, с 1879 г. училась в Королевской консерватории у Эдварда Хелстеда. 31 мая 1892 года вышла замуж за Адольфа Зигфрида Адлера. Они развелись в 1896 году. В 1900—1932 гг. преподавала в Королевской консерватории, среди её учеников, в частности, Рудольф Симонсен. В зрелые годы наибольшим признанием пользовалась как ансамблистка, многолетний лидер фортепианного трио (со скрипачом П. Мёллером и виолончелистом Л. Йенсеном).